# 尼日利亚民族民主党
尼日利亚民族民主党（英語：Nigerian National Democratic Party, NNDP）是尼日利亚的第一个政党。1923年由赫伯特·麦考莱创立，继承于1914年成立的尼日利亚委员会（Nigerian Council）。

## 历史

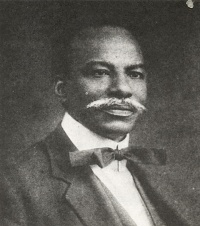
尼日利亚民族民主党创始人赫伯特·麥考萊

民族民主党提名很多候选人参与拉各斯立法委员会选举，在1923年、1928年和1933年的尼日利亚立法委员会选举中赢得了所有三个非官员议席。
尽管该党的主要职能是将候选人选入立法委员会，但其更广泛的目标是促进尼日利亚的民主，提高尼日利亚人对尼日利亚社会、经济和教育发展的参与程度。
该党继续主导拉各斯的政治，直到1938年，更为激进的尼日利亚青年运动在选举中将其超过。

## 1964年的民族民主党
1964年，萨缪尔·阿金托拉为其所组建的政党采用了尼日利亚民族民主党的名称，他终结了统一人民党与全国公民大会党的联盟，并命令其内阁成员中的全国公民大会党党员在参加新政党与退出内阁之间做出选择。尼日利亚民族民主党成为地区议会的多数派，这是将奥巴费米·阿沃洛沃领导的左翼政党行动小组赶下台的过程的一部分。
该党党员奥古斯都·阿金洛耶后来在1978年成为尼日利亚民族党主席。

## 评价
尼日利亚民族民主党成功地将拉各斯的各种利益集团组织成一个能够进行政治竞争的团体。
但苏联科学院非洲研究所认为，该党的影响力只是存在于拉各斯的知识分子、商人、手工业者和小官吏之间，因为该党“曾经企图在其他城镇建立分支机构，但是没有成功”。他们在党纲中所载的要求，反映了尼日利亚民族民主党新兴民族资产阶级，尤其是知识分子的利益。而由于他们温和的政治纲领，不重视对独立的争取，在很大程度上决定了其活动的局限性。